# Музей Ганта
Музей Ганта (англ. Hunt Museum) — музей, розташований у місті Лімерик, Ірландія.

## Історія
Музей з 1997 року розташований в історичній будівлі митниці, спорудженій в XVIII столітті на березі річки Шеннон. Основою експозицій є особиста колекція старовинних артефактів, предметів мистецтв та антикваріату, зібраних Джоном і Гертрудою Гант. У музеї зберігається близько 2000 експонатів, пов'язаних з Ірландією та Давнім Єгиптом, а також ескіз однієї з картин Пікассо, бронзова фігура коня, створена Леонардо да Вінчі, гравюра Поля Гогена тощо.
У грудні 2003 року представники Центру Симона Візенталя звернулися до президента Ірландії Мері Макеліс із заявою про те, що в колекції музею є предмети, що раніше входили до списків культурних цінностей, викрадених нацистами під час Другої світової війни. Музей заперечує претензії центру, а Верховний суд в ході декількох розслідувань не знайшов підтверджень зв'язку сім'ї Гант і нацистів.